# Zaza Patjulia

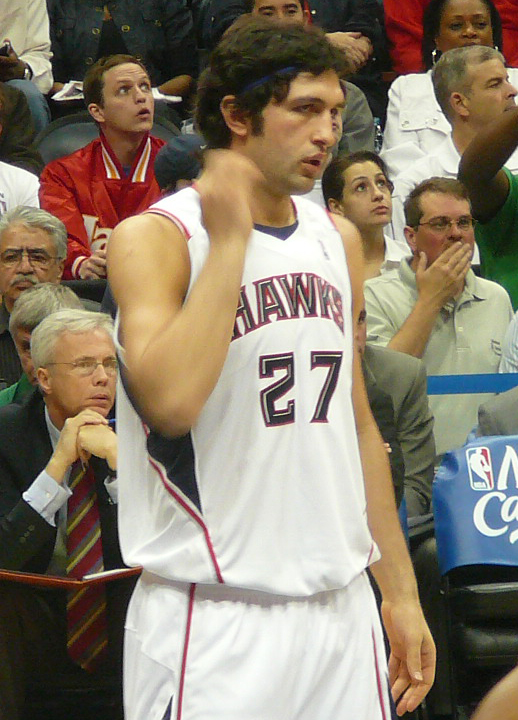
Patjulia i en landskamp för Georgien, 2010.

Zaur Zaza Patjulia (georgiska: ზაურ (ზაზა) ფაჩულია, Zaur (Zaza) Patjulia) född 10 februari 1984 i Tbilisi, är en georgisk basketspelare. Han spelar för närvarande för NBA-laget Detroit Pistons.  
Patjulia var talangfull redan som ung basketspelare. Han var cirka 2,04 meter redan vid 13 års ålder. Han scoutades och rekryterades till den turkiska klubben Ülkerspor när han var tonåring. Vid ung ålder blev han ordinarie medlem i Georgiens herrlandslag i basket. År 2005 skrev han på för NBA-klubben Atlanta Hawks.
Den 15 juli 2018 anslöt han sig till Detroit Pistons, men den 29 augusti 2019 avslutade han sin spelarkarriär. Han började då jobba som konsult för Golden State Warriors.